# TG3 Settimanale
TG3 Settimanale è stato un programma televisivo italiano, in onda ogni giovedì alle 21 dal 1979 al 1982. Il conduttore era Cesare Viazzi.
La rubrica è proseguita sino al 1986, con frequenti Edizioni speciali.